# Paatsalo (ö i Päijänne-Tavastland)
Paatsalo är en ö i Finland. Den ligger i sjön Päijänne och i kommunen Sysmä i den ekonomiska regionen  Lahtis ekonomiska region  och landskapet Päijänne-Tavastland, i den södra delen av landet, 140 km norr om huvudstaden Helsingfors. Öns area är 1,3 kvadratkilometer och dess största längd är 2 kilometer i sydöst-nordvästlig riktning.